# Сугимото, Мика
Мика Сугимото (яп. 杉本 美香; род. 27 августа 1984, Итами, Хиого, Япония) — японская дзюдоистка выступающая в тяжёлой весовой категории свыше 78 кг. Олимпийская медалистка игр 2012 года в Лондоне и чемпионка мира 2010 года в тяжёлой весовой категории и в абсолютном первенстве.

## Биография
Принимала участие в летних Олимпийских играх 2012 года в Лондоне и завоевала серебряную медаль в весовой категории свыше 78 кг проиграв в финале кубинской дзюдоистке Идалис Ортис.

## Выступления на Олимпиадах
| Олимпиада  | Дисциплина                 | Место   |
| ---------- | -------------------------- | ------- |
| Пекин 2012 | дзюдо, женщины свыше 78 кг | 2 место |